# Squilla grenadensis
Squilla grenadensis är en kräftdjursart som beskrevs av Manning 1969. Squilla grenadensis ingår i släktet Squilla och familjen Squillidae. Inga underarter finns listade i Catalogue of Life.